# Monastero di Vasco
Monastero di Vasco – miejscowość i gmina we Włoszech, w regionie Piemont, w prowincji Cuneo.
Według danych na rok 2004 gminę zamieszkiwało 1199 osób, 70,5 os./km².